# 扬州中瑞酒店职业学院
扬州中瑞酒店职业学院，英文名为Yangzhou Hospitality Vocational College(缩写YHVC)，是位于江苏省镇江市的一所民办全日制普通高等职业院校。

## 院系设置
截止2025年6月，扬州中瑞酒店职业学院共有9个二级学院及1个基础教学部：
- 酒店管理学院
- 乘务学院
- 经济管理学院
- 智能信息学院
- 智慧康养学院
- 建筑工程学院
- 文化艺术学院
- 马克思主义学院
- 创新创业学院
- 基础教学部